# Norvegiabåen
Der Norvegiabåen ist ein in weniger als 2 m Meerestiefe liegender  Rifffelsen vor der Nordküste der Bouvetinsel im Südatlantik. Er liegt rund 800 Meter ostnordöstlich des Kap Valdivia.
Teilnehmer einer vom norwegischen Walfangunternehmer Lars Christensen finanzierten Expedition unter der Leitung von Kapitän Harald Horntvedt (1879–1946) kartierten den Felsen im Dezember 1927. Horntvedt benannte ihn nach seinem Schiff Norvegia.